# Gordaplatte

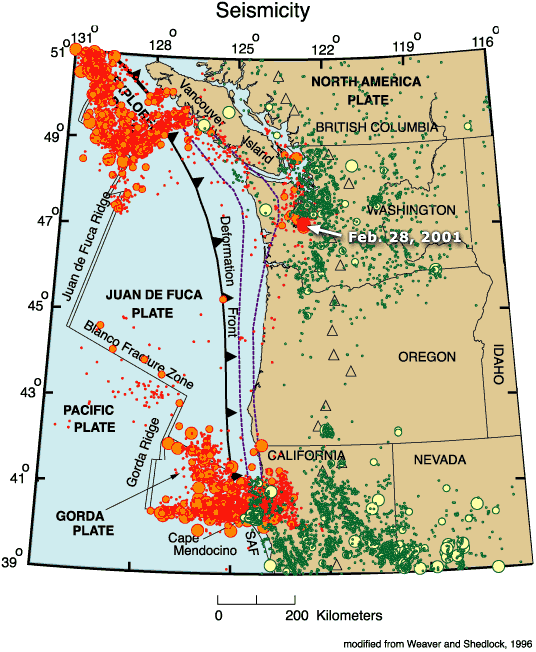
Lagekarte der Juan-de-Fuca-Platte und der Gordaplatte vor der nordamerikanischen Westküste

Die Gordaplatte ist eine tektonische Platte, die unter dem östlichen Pazifischen Ozean vor der Küste Nordkaliforniens und Südoregons liegt. Sie ging aus dem Zerfall der nördlichen Farallon-Platte hervor und bildet jetzt eine rund 45.000 Quadratkilometer große Mikroplatte.

## Definition

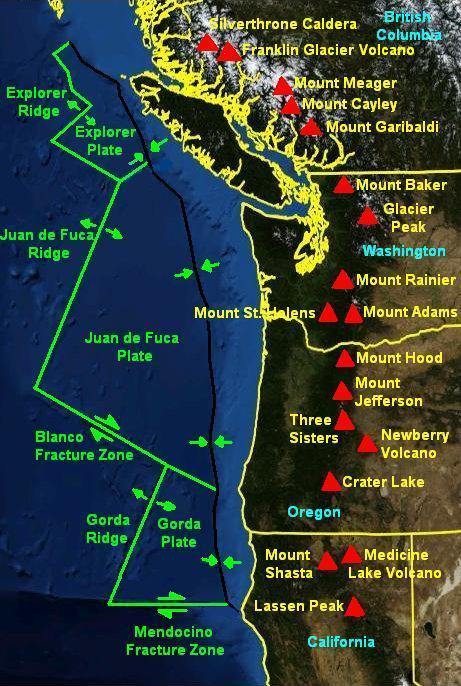
Lagekarte der tektonischen Platten entlang der nordamerikanischen Westküste

Die Ostseite der aus ozeanischer Lithosphäre bestehenden Gordaplatte ist eine konvergente Plattengrenze, an der sie mit einer Geschwindigkeit von 18 Millimeter/Jahr in Nordostrichtung unter die Nordamerikanische Platte subduziert wird (relativ zur fixen Afrikanischen Platte). Ihre Südgrenze folgt der Ost-West-sreichenden Mendocino-Störung, einer Transformstörung, die sie von der Pazifischen Platte im Süden abtrennt. Im Westen erhebt sich zwischen 40 und 43 ° nördlicher Breite im Ostpazifik der Gordarücken, eine divergente Plattengrenze, an der die Gordaplatte gebildet wird. An ihrer Nordseite befindet sich die Nordwest-streichende Blanco-Bruchzone, die ebenfalls eine Transformstörung darstellt und die Gordaplatte von der Juan-de-Fuca-Platte im Norden abgrenzt. Manche Autoren erkennen der Gordaplatte jedoch ihre Eigenständigkeit ab und sehen in ihr nur den südlichen Fortsatz der Juan-de-Fuca-Platte. Gelegentlich wird die Gordaplatte noch weiter in eine Südgordaplatte und in eine Nordgordaplatte unterteilt, deren Grenzlinie ungefähr auf Höhe der Bundesstaatsgrenze Oregon/Kalifornien verläuft.

## Entstehung
Wie die Nazcaplatte, die Cocosplatte, die Riveraplatte, die Juan-de-Fuca-Platte und die Explorer-Platte ging auch die Gordaplatte aus dem Zerfall der Farallonplatte hervor, welcher bedingt durch die Subduktion der Farallonplatte unter den nordamerikanischen und südamerikanischen Kontinent bereits im Jura einsetzte. Ab 18 Millionen Jahren BP (unteres Miozän – Burdigalium) trennte sich die Gordaplatte dann von der Juan-de-Fuca-Platte.
Die Spreizung am Nordost-streichenden Gordarücken erfolgte weder zeitlich noch räumlich einheitlich. Außerdem kam es vor 2 Millionen Jahren zu einer Reorganisation im Spreizungsmodus und die Geschwindigkeiten (angegeben als Halbspreizungsraten) verringerten sich beträchtlich.  So betrug die Halbspreizungsrate am nördlichen Gordarücken vor 2 Millionen Jahren 30 bis 40 Millimeter/Jahr, danach nur noch 27,5 Millimeter/Jahr. Ähnlich auch am Südabschnitt, der vor 2 Millionen Jahren noch mit 20 bis 32,5 Millimeter/Jahr spreizte und jetzt aber nur noch mit 14 Millimeter/Jahr.
Anhand der Magnetischen Anomalien ("Streifenmuster") kann die Geschichte der Gordaplatte bis 7 Millionen Jahre BP (Beginn des Messiniums) zurückverfolgt werden, die Platte ist aber zweifellos wesentlich älter.

## Deformation
Im Vergleich zu anderen tektonischen Platten, die sich durch ihre Rigidität auszeichnen, weist die Gordaplatte starke Interndeformationen auf. Im Gordabecken des Platteninneren südlich von 41,6 ° N konnten zahlreiche Verwerfungen sowohl in den Sedimenten als auch im Grundgebirge kartiert werden. Spannungen, die sowohl von der Nordamerikanischen Platte als auch von der Pazifischen Platte ausgehen und auf die Gordaplatte übertragen werden, lösen in ihrem Inneren häufig Erdbeben aus, beispielsweise das Erdbeben im Humboldt County im Jahr 1980, das eine Magnitude von 7,2 erreichte und 1,75 Millionen Dollar an Schäden anrichtete.

## Subduktion und Vulkanismus
Die Subduktion der Gordaplatte in der Cascadia-Subduktionszone steht in direktem Zusammenhang mit dem Auftreten von Vulkanen in Nordkalifornien, vor allem Mount Shasta und Lassen Peak, der 1914 bis 1917 zum letzten Mal ausgebrochen war.